# Прометей звільнений
«Прометей звільнений» (дав.-гр. Προμηθεὺς Λυόμενος) — трагедія давньогрецького драматурга Есхіла (перша половина V століття до н. е.), друга частина трилогії, присвяченої міфу про Прометея. Її текст майже повністю втрачено.

## Сюжет

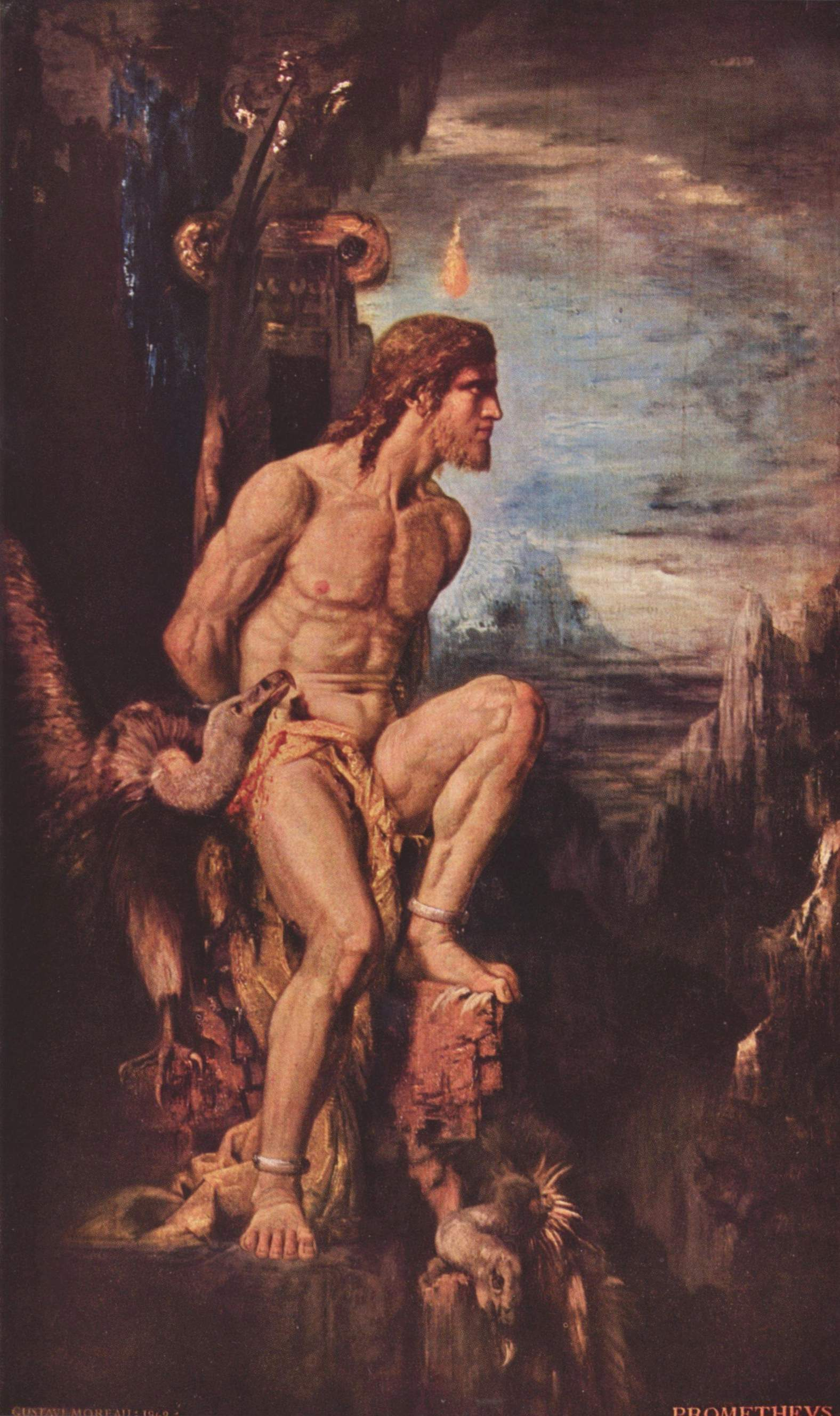
Прометей. Картина Густав Моро

«Прометей звільнений», став другою частиною драматичного циклу про викрадення Прометеєм вогню для людей. У першій частині, «Прометей закутий», великого героя прибивають до скелі за наказом Зевса. У «Прометеї звільненому» дія відбувається через багато років. До головного героя приходять спочатку його брати титани (дослідники вважають, що вони залишаються на сцені та утворюють хор), потім його мати Феміда. Остання переконує Прометея розкрити Зевсу таємницю про те, що син його коханої Фетіди буде сильнішим за свого батька. Наприкінці до Прометея приходить Геракл і вбиває орла, який клював титану печінку.
Третя частина трилогії називалася «Прометей-вогненосець», і її текст теж майже повністю втрачено.

## Доля п'єси
Текст «Прометея звільненого» втрачено майже повністю. Збереглося лише кілька фрагментів. Марк Туллій Цицерон переклав частину п'єси латинською мовою (це розповідь Прометея титанам про його муки) і включив текст перекладу до свого трактату «Тускуланські бесіди», написаний у 45 році до н. е. 